# Йосиф Гагов
Йосиф Венков Гагов е католически духовник, учен, професор, дългогодишен преподавател в Папския богословски факултет „Серафикум“ и основател на българската секция на радио „Ватикана“. Той е определен от професор Елдъров като „един от лидерите на България извън България“.

## Биография
Йосиф Гагов е роден на 9 април 1915 г. в село Калъчлии (днес кв. Генерал Николаево на град Раковски). Според сведения, оставени от него на проф. Георги Елдъров, хайдутинът Георги Качака е баща на баба му. Като ученик Йосиф служи в църквата в родното си село като министрант (или слугувач). През януари 1927 г. заминава да учи в нисшата семинария в Буюкдере край Цариград. След това преминава през духовните семинарии в Сполето (1929) и Асизи (1930 – 1937) , където на 12 ноември 1930 г. дава първоначалните си обети и приема името Йосиф Мария. В същото време записва курс по философия. На 31 май 1936 г. полага вечните си обети. Следва и във Висшата духовна семинария в Асизи. Ръкоположен е за свещеник на 17 октомври 1937 г.
След 1937 г. специализира източноцърковни науки и християнска археология. Първата му докторска дисертация е за беседите на презвитер Козма срещу богомилите, защитена в Папския източен институт (1942) на 10 юни 1940 г.; втората – защитена в Папския археологически институт на 23 март 1945 г., като серия от статии по различните латински наименования на светите мощи на древни християнски мъченици. От 1939 г. до 1943 г. и след 1954 г. до смъртта си работи в Мисионерския колеж в Терме ди Каракала, където заема и поста заместник ректор.
След завършването е поканен да чете лекции в Папския Богословски факултет „Серафикум“ през 1945 г. където работи до своята смърт. Автор е на редица научни разработки и статии в специализирани годишници и списания. През 1950 г. е отпечатан неговият труд „Рома сакра“, преведен на много езици. Почетен член на редица академии и научни дружества. Създава печатница с кирилица и започва издаването на списание „Емигрантски вести“, което излиза в продължение на 4 години – до декември 1953 г. Набира доклади и информация за българите в чужбина.
Включва се в социалната дейност сред българските политически емигранти в Италия. Последното му пътуване до България през втората половина на 1947 г., съвпада с екзекуцията на Никола Петков. Едва е успял да се спаси и напусне страната заедно с баща си. През ноември 1949 г. отец Гагов, в качеството си на председател на Комитета за подпомагане на българските емигранти, заедно с митрополит Андрей Нюйоркски посещават американския посланик в Италия Дън, с когото обсъждат възможността САЩ да приемат повече български емигранти.
Открива българската редакция на радио „Ватикана“, която ръководи от 1949 г. до смъртта си. Първоначално едно седмично предаване, после три, до четири малко преди смъртта му. Пътува често до местата, където са настанявани българи, известните „лагери“ в околностите на Рим, край Неапол и Триест, след това в Гърция и Турция. Установява трайни връзки с някои от лидерите на първоначалната българска емиграция – бивши политически, дипломатически и военни величия. Като председател на Българския помощен комитет в Рим взема участие в честването на пълнолетието на цар Симеон II в Рим през 1955 г. През 1956 г. гостува на царското семейство в Мадрид. Поддържал е връзки с членовете на Българския национален фронт.
Манастирът, където живее в Рим, известен като „Лозето“ (La Vigna), се е превърнал в генерална квартира за българите, изпаднали в нужда. Проф. Елдъров го опеделя като повече от консулска служба и посолство. Някои сънародници дори намирали подслон и малко работа в голямото манастирско имение. Член на Българското академично дружество „Д-р Петър Берон“, основано през 1965 г. в Мюнхен, Германия.
Умира на 14 септември 1967 г. в Рим след боледуване. Погребението му е отслужено в римската базилика „Св. XII Апостоли“ от отец Венко Плачков.
Христо Огнянов е посветил на отец Йосиф Гагов един от очерците си в сборника „Срещи през годините“.

### Монографии
- Joseph Gagov, Theologia Antibogomilistica. Cosmae Presbyteri Bulgari (Saec. X), Rome, Officium Libri Catholici, 1942. (на латински)
- Joseph Gagov, Le più antiche denominazioni cristiane delle reliquie dei Santi, дисертация зашитена в Папския археологически институт, 1945. (на италиански)
- Giuseppe Gagov, Roma sacra 1950, Roma, ERA, 1950. (на италиански)
- Joseph Gagov, Christian Rome in 1950, Rome, Editrice Romana Attualità, 1950. (на английски)
- Giuseppe Gagov, La fede nell'immaculato concipemento Maria tra Bulgari, Roma, Acad. Mariana intern. 1957.

### Статии
- Giuseppe Gagov, „Uso e significato del termine ‘corpus’ nell’antica agiografia cristiana.“, Miscellanea Francescana 48 (1948).
- Giuseppe Gagov, „Il termine ‘nomina’ sinonimo di ‘reliquiae’ nell’antica epigrafia cristiana.“, Miscellanea Francescana 55 (1955).
- Giuseppe Gagov, „Il culto delle reliquie nell’antichità riflesso nei due termini ‘patrocinia’ e ‘pignora.’“, Miscellanea Francescana 58 (1958).
- Giuseppe Gagov, „La soluzione di un antico crittogramma.’“, Miscellanea Francescana 61 (1961).
- Giuseppe Gagov, „I Patriarcati d'Oriente e il loro sviluppo storico“, Oriente Cristiano, 4 (1962).

### Брошури и статии към колективни издания
- Joseph Gagov, „EUROPE 01 – BASILIQUES ET ÉGLISES MARIALES DE ROME“, в том 4: „MARIA ÉTUDES SUR LA SAINTE VIERGE“, на поредицата „Maria – Etudes sur la Sainte Vierge“, 1956/1997. (на френски)
- Giuseppe Gagov, „Eulogia“, в „Enciclopedia Cattolica“, V